# 井田邦明
井田 邦明（いだ くにあき、男性、1950年7月12日 ）は、神奈川県横浜市出身、イタリア・ミラノ在住の舞台演出家・演劇教育者。

## 略歴
- 神奈川県立横浜緑ヶ丘高等学校21期生
- 1969年 桐朋学園短期大学芸術学部演劇科入学
- 1971年 同校専攻科入学　安部公房ゼミ
- 1973年  同校卒業 「安部公房スタジオ」に所属
- 1973年  フランス パリ「ジャック・ルコック演劇学校」入学
- 1975年 同校卒業
- 1976年 イタリア ミラノで活動開始
- 1978年 ミラノ アルセナーレ劇場設立
- 1978年 劇団「テアトロ・ミモドラマ」主宰（1990年まで同芸術監督）
- 1989年 ミラノ市立ピッコロテアトロ演劇学校(現ミラノ市立パオロ グラッシー芸術学校)演技/演出/戯曲制作教授
- 1991年 井田邦明国際演劇学校をミラノに開校
- 2002年 ミラノ市立パオロ・グラッシ―芸術学校　テアトロダンスクラス教授
- 2002年ミラノ アルセナーレ劇場付属演劇学校（全日制）開校

## 主な上演作品

### 舞台演出
- ソポクレス「オイディプス王」（2012 ポルト）
- シェイクスピア「オセロ」（2011 リスボン）
- モンテヴェルディ「オルフェオ」（2011 クレモナ）
- シェイクスピア「オセロ」（2010 ポルト）
- ピアッツォーラ「TANGO BAR」（2009 ミラノ）
- ルザンテ「ビロラ」（2008 ミラノ）
- 近松門左衛門「冥途の飛脚」（2008 東京）
- 近松門左衛門「嘲笑のオペラ」（2007 東京）
- ルザンテ「ビロラ」（2007 東京・京都・大阪 国立能楽堂）
- モリエール「ドン・ジュアン」（2006 リスボン）
- ミルバ「ジャパン・ツアー」（2006 東京）
- カスタニア「モーツァルトの秘密」（2005 ヴェローナ）
- 「ナブッコドノソーの物語 - ヴェルディ『ナブッコ』より」（2005ヴェローナ）
- ムットーニ「11:02」（2005 ヴェローナ）
- ペルゴネージ「スタバト・マーテル」（2005スペイン・バルセロナ ）
- ブレヒト「アルトロ・ウイの興隆」（2004 東京)
- 「TANGOSOS」（2004 ミラノ）
- ブレヒト「三文オペラ」（2003 大阪）
- ブレヒト「アルトロ・ウイの興隆」（2003 ポルト)
- ピアッツオーラ「ブエノスアイレスのマリア」（2002 東京）
- フォ「アナーキストの事故死」（2002 東京）
- ヴェルディ「ファルスタッフ」（2001 東京）
- フォ「開かれたカップル」「泥棒もたまには役に立つ」（2001 東京）
- 「とうきょう未来派宣言」（2000 東京）
- ミルバ「ドラマティックリサイタル・2000」（2000 東京・大阪）
- ブレヒト/ワイル「七つの大罪」(1998 東京）
- ベッリーニ「清教徒」（1998 ソウル）
- 安部公房「棒になった男」（1998 ミラノ）
- ミルバ「ドラマティックリサイタル・愛の嵐」（1998 東京）

* ヴェルディ「椿姫」（1995 東京）
- 三島由紀夫「近代能楽集」（1998 ミラノ）
- ミルバ「ブレヒトを歌う」（1998 大阪）
- ミルバ「真実の歌」（1998 東京）

* プッチーニ「蝶々夫人」（1994 東京）
- ユルスナール「炎」（1992/1993 ミラノ 大阪）
- ゴルドーニ「無人島」（1991ヴェネチアフェスティバル・フランス・インド）
- 三島由紀夫「熱帯樹」（1990 ミラノ）
- 三島由紀夫「近代能楽集」（1989ミラノ）

## 教育・セミナー・ワークショップ
- 「サルトーリ・イタリア演劇仮面芸術講習会」デモンストレーション（桜美林大学）
- 「現代演劇と日本の伝統」講演（サルデニア・ヴィラシミウス美術館）
- 「リトミック・身体と空間」セミナー（国立音楽大学）
- 「オペラ歌手のためのセミナー」（国立音楽大学・大学院）
- 「日本の演劇」招待講演（ミラノ）
- 「身体・空間・建築」WS（ミラノ・ポリテクニコ（工科大学）大学院）
- 「静寂の仮面」WS（シチリア・ビオンド劇場付属演劇学校）
- 「リトミック・身体と空間」セミナー（国立音楽大学）
- 「静寂の仮面」WS（東京・現代演劇協会）
- 「オペラ歌手のためのセミナー」（国立音楽大学・大学院）
- 「イタリア演劇」（静岡文化大学）
- 「演劇と身体」（静岡文化大学）
- 「イタリア演劇・文化について」招待講演（慶応義塾大学）
- 「コメディア・デラルテ」WS（イタリア・サンタルカンジェロ）
- 「ごっこ」-身体と色彩-WS（東京・ギャラリーTOM）
- 「ワークショップ『喜劇』」（イタリア・サンタルカンジェロ現代演劇祭）
- 「アルレッキーノ・千の顔」招待参加（ベネデット・ラヴァージョ財団主催/コメディア・デラルテ国際会議）
- 「イタリア演劇・文化について」招待講演（東京大学）
- 「イタリア文化について」招待講演（イタリア研究会）
- 「払えないの？払わないのよ！」試演会演出（桐朋学園短期大学芸術学部演劇専攻科）
- 「演劇セミナー」（フランス・国立カンヌ演劇学校）
- 「『土方巽98』身体と知覚のためのワークショップ」（世田谷パブリックシアター）
- 「PIETAプロジェクト」（イギリス・アビステゥルワイズ）
- 「オペラ歌手のためのセミナー」（ソウル国立歌劇団）
- 「カトリック大学・コミュニケーション学科セミナー」（ミラノ・カトリック大学）
- 「東洋・西洋演劇セミナー」（イタリア・パドヴァ）
- 「香港・FESTIVAL OF YOUTH AND ARTS」WS（香港）